# Picnic alla francese
Picnic alla francese (Le Déjeuner sur l'herbe) è un film del 1959 diretto da Jean Renoir.
In Italia esce in versione sottotitolata solo nel 1961, per essere poi doppiato e distribuito nel 1962.

## Trama
Prologo.
Alla televisione si discute dell'argomento di attualità in voga: la fecondazione artificiale applicata agli esseri umani di cui è sostenitore entusiasta il professor Etienne Alexis, un eminente biologo, candidato anche alla presidenza degli Stati Uniti d'Europa.
Si trasmette dunque una intervista al professore, nel suo studio, durante la quale fra le altre cose egli annuncia il suo fidanzamento con la cugina, contessa Maria Carlotta, a capo delle scout europee. Il giornalista si collega in diretta con la donna, impegnata in un raduno in campagna.
Per celebrare il fidanzamento viene organizzata in Provenza una colazione sull'erba, a cui partecipano con le mogli, i cugini, Laurent e Rudolf, titolari, insieme a Maria Carlotta, di una industria farmaceutica molto interessata al progetto della fecondazione artificiale.
Al termine della trasmissione, fra tecnici e operai di una fabbrica si discute sull'argomento. Essi andranno a campeggiare durante il fine settimana sulle rive del fiume, poco distante dal luogo scelto dal professore per il picnic: avranno così modo di incontrare Alexis in persona e discutere direttamente con lui della sua teoria.
Inizio del film.
In una tipica, piccola fattoria provenzale, fra gli ulivi e le viti, vivono dei contadini, il capofamiglia Nino, la figlia maggiore Titine con il marito Ritou e i loro quattro bambini, la figlia minore Nénette.
Nénette, delusa da un amore infelice, vorrebbe avere un figlio senza le complicazioni del matrimonio. Leggendo sul giornale un articolo sulla teoria del professor Alexis, pensa sia quella la soluzione del suo problema. Decide di offrirsi volontaria. Lascia la sua fattoria isolata e si reca in autobus in città. Giunge all'istituto universitario proprio in coincidenza con i preparativi della scampagnata all'aria aperta organizzata da Alexis. È assunta come cameriera tuttofare.
Durante il picnic, il pastore Gaspard, accompagnato dal suo enigmatico montone dal corno arrotato, Cabrì, suona il flauto fra le rovine di un antichissimo tempio dedicato alla dea Diana. Un vento fortissimo frastorna e scompiglia i gitanti, dispettosamente rovescia vivande e impedisce la colazione, con impudenza alza le gonne alle signore e disperde gli invitati chi di qua, chi di là. La gita, da incontro pacato e civile, si trasforma in una sarabanda comica e paradossale. Ognuno si libera dei vincoli del controllo sociale e si abbandona ai suoi istinti primitivi.
Nénette si ritrova da sola con il professore. C'è molto caldo e lei con naturalezza decide di farsi un bagno. Si spoglia e si immerge nell'acqua del limpido fiume. Il professore goffo e timido ma curioso, ne intravede le forme attraverso i rami di un cespuglio. È turbato dalla prorompente bellezza della giovane e ne è irresistibilmente attratto. La ragazza con spontaneità lo segue e trascorrono insieme ore di felicità.
Dimentico di ogni altro impegno, Alexis accetta l'ospitalità della ragazza presso la sua famiglia e si ferma alcuni giorni nella fattoria. Ma i cugini lo cercano senza tregua e lo ritrovano. Lo costringono suo malgrado a ritornare a rivestire il ruolo che gli è proprio, indispensabile al progresso scientifico. Nénette lo lascia partire.
Mesi dopo, alla vigilia delle nozze e della proclamazione a presidente, Alexis apprende che Nénette aspetta un bambino da lui. Con una decisione improvvisa e sconcertante, manda all'aria ogni progetto e rompe definitivamente la relazione con la frigida e autoritaria Maria-Carlotta. Sul palco, dove lo attendono per festeggiarlo, presenta a tutti Nénette come sua futura sposa.

## Produzione
Il film è frutto di una coproduzione fra cinema, la compagnia Jean Renoir, e televisione.

### Titolo e soggetto
Il titolo originale Le Déjeuner sur l'herbe riprende quello omonimo del celebre quadro di Édouard Manet, Colazione sull'erba del 1862-63.
Il film vuole essere un omaggio all'impressionismo, ai suoi protagonisti, Manet e Renoir padre, e ai suoi temi prediletti come la ricerca di un rapporto armonioso con la natura, l'esaltazione della sensualità, la critica all'intellettualismo. La lezione paterna è ripensata anche dal punto di vista della scrittura: in questi anni il regista sta scrivendo un libro sul padre che uscirà nel 1962.

### Riprese
Il film fu girato, per gran parte, nella residenza di famiglia Les Collettes, a Cagnes-sur-Mer (Provenza), dove Auguste Renoir, il padre del regista, visse dal 1903 alla sua morte, avvenuta nel dicembre 1919. Insieme a Montmartre, dove Jean Renoir nacque, e a Essoyes dans l'Aube, il paese natale della madre Aline, rappresenta uno dei luoghi più amati dal regista.
Scrive lui stesso: «Ebbi l'immensa gioia di imprimere sulla pellicola gli stessi uliveti che mio padre aveva tante volte dipinto».

### Prima
La prima si ebbe a Parigi l'11 novembre 1959.

## Accoglienza
Il film, alla sua uscita, fu giudicato reazionario da parte di alcuni critici.

## Critica
Paolo Mereghetti:
«Commedia semifarsesca [...] per alcuni è un tributo pagato alla cultura borghese di provenienza, per altri un'intuizione ecologista ante litteram»
Carlo Felice Venegoni:
«La morale della favola è ben lontana da quella maliziosa e sofisticata de La regola del gioco. Non occorre essere troppo severi per aggiungere che si tratta di una visione clamorosamente qualunquistica, dal punto di vista culturale. Se nella seconda metà del secolo ventesimo si arriva allo sbalorditivo traguardo di identificare la felicità umana con l'ossequio alle leggi della natura, e più concretamente con la vita agreste e l'ozioso abbandono ai piaceri dei sensi, c'è di che dubitare delle capacità dell'intelletto umano a innovare il panorama culturale e il costume. Certo Le déjeuner non sta tutto qui».
Giorgio De Vincenti:
«L'esercito di uomini fabbricati in laboratorio è prospettato nel film da personaggi che costituiscono un mondo ben individuato: quello del grande capitale internazionale, al cui interno le funzioni sono precisamente articolate e coordinate. Al vertice c'è la fabbrica di prodotti farmaceutici, con i suoi proprietari e dirigenti; questi sono affiancati dal mondo della cultura e dell'educazione, rappresentati dal prof. Alexis e dalla cugina Marie-Charlotte; al di sotto, gli adepti di vario genere, e la truppa dei servitori, autentica milizia al servizio dell'idea e, attraverso questa, del capitale».
Daniele Dottorini:
«Il film è uno straordinario godimento visivo, in cui Renoir immette tutto il suo amore per i corpi e per la natura, mai contemplata, sempre vissuta sino in fondo. La natura è nella forza del vento che scuote il professor Alexis e i suoi invitati e manda all'aria il picnic, organizzato come evento mediatico per propagandare il programma razionalista di Alexis. Ma la natura è anche nella quiete sensuale del bagno nel fiume di Nénette che, sotto gli occhi rapiti di Alexis, si immerge nell'acqua come se si immergesse nei colori intensi di un quadro di Pierre Auguste Renoir».
Charlotte Garson:
«Gemello campestre, colorito e dionisiaco de Il testamento del mostro, cine-telefilm, accoppia l'accanimento scientifico all'onnipresenza della televisione [...] Questa opera buffa si organizza attorno ad una dicotomia semplice, persino semplicista: da una parte la scienza, i bebè in provetta e i regimi complici, dall'altra il dio Pan, l'arrosto succulento e l'amore nell'erba per Alexis e la sua nuova conquista».

## Tematiche
- parodia delle teorie del controllo genetico e della fecondazione artificiale applicata agli esseri umani
- inno all'amore spontaneo e naturale
- inno alla natura, all'acqua, alla terra, agli alberi

## Definizione di Renoir
«Quel film fu come un bagno nella purezza e nell'ottimismo. Durante le riprese ci credemmo tutti trasformati in fauni e ninfe».

## Tecnica cinematografica
Il regista adotta, con un procedimento innovativo per l'epoca e mutuato dalla televisione, l'uso simultaneo di cineprese, da tre ad otto, per ottenere una recitazione il più possibile spontanea da parte degli attori. Utilizza questa tecnica anche ne Il testamento del mostro.

## Collegamenti ad altri film del regista
In questo film Renoir si riallaccia ai temi e ai paesaggi del cortometraggio, peraltro mai ultimato, del 1936, La scampagnata, considerato da molti critici un suo piccolo capolavoro.